# Gilbert Meyer
Pour les articles homonymes, voir Meyer.
Ne doit pas être confondu avec le danseur Gilbert Mayer.
Gilbert Meyer, né le 26 décembre 1941 à Dessenheim (Haut-Rhin) et mort le 21 septembre 2020 à Colmar (Haut-Rhin), est un homme politique français alsacien.
Membre du RPR, de l’UMP puis de LR, il est notamment député de 1993 à 2007, maire de Colmar de 1995 à 2020 et président de la communauté d'agglomération de Colmar de 2003 à 2020.

## Biographie
Gilbert Meyer est né le 26 décembre 1941 à Dessenheim dans une famille d'agriculteurs.
C'est auprès de Georges Bourgeois, président du conseil général du Haut-Rhin et député, que Gilbert Meyer commence à s'intéresser à la politique. En 1969, il participe à la campagne présidentielle de Georges Pompidou.
En 1982, sous l'étiquette du Rassemblement pour la République (RPR) — il rejoindra ensuite ses partis successeurs, l’UMP en 2002 et LR en 2015 — il est élu conseiller général du Haut-Rhin et devient vice-président du conseil général en 1988. Il est également élu conseiller régional d'Alsace en 1986.
Aux élections législatives de 1993, il est seul en lice au second tour dans la première circonscription du Haut-Rhin, après le retrait du député UDF sortant, Edmond Gerrer, qu’il avait largement devancé au premier tour. Gilbert Meyer est réélu en 1997 (58,6 % des suffrages exprimés au second tour) et en 2002 (52,1 % au premier tour),.
Il devient maire de Colmar en 1995, six ans après être entré à son conseil municipal, et président de sa communauté d’agglomération en 2003. Il modifie ainsi considérablement la ville, assainissant ses finances et misant sur le secteur touristique : dans les années 2010, Colmar accueille 3,5 millions de touristes chaque année, notamment grâce à ses marchés de Noël. Gilbert Meyer met également en place de nouvelles infrastructures et lance plusieurs projets phares (médiathèque, aménagement de la place Rapp, extension du musée Unterlinden).
Bénéficiant d’une réputation de proximité avec ses concitoyens sur le modèle de Jacques Chirac, il est aussi qualifié d’autoritaire par ses opposants. En 2006, quelque 1 500 personnes manifestent contre sa décision de fermer l'aéroport de Colmar, contre l'avis des milieux économiques.
Candidat à un nouveau mandat de député en 2007, il fait face à la candidature dissidente d’Éric Straumann, qui l’emporte finalement au second tour avec 66 % des suffrages exprimés. Se présentant à nouveau, mais sans l’investiture de l’UMP en 2012, il est éliminé au premier tour, étant arrivé en troisième position avec 18,9 % des voix.
Briguant un cinquième mandat de maire en vue des élections municipales de 2020 sans chercher à obtenir l’investiture LR, il voit sa liste arriver en deuxième position (32,5 %), derrière celle divers droite conduite par Éric Straumann (37,5 %). Au début du mois de mai, dans l’entre-deux-tours, il est victime d’un accident vasculaire cérébral et apparaît ensuite très diminué. Il renonce finalement à déposer sa liste pour le second tour, celui-ci étant remporté par Éric Straumann, son adversaire « historique » pour lequel il avait appelé à voter face au candidat de la gauche. Le premier lui succède à la mairie ainsi qu’à la présidence de l’agglomération en juillet,.
Souffrant également d'un cancer, Gilbert Meyer meurt à Colmar deux mois plus tard, le 21 septembre 2020, à l’âge de 78 ans,.

## Décorations
- Officier de l'ordre national du Mérite[11]
- Chevalier de l'ordre des Palmes académiques[11]

## Détail des mandats et fonctions

### À l’Assemblée nationale
- Du 2 avril 1993 au 21 avril 1997 : député de la 1re circonscription du Haut-Rhin
- Du 12 juin 1997 au 18 juin 2002 : député de la 1re circonscription du Haut-Rhin
- Du 19 juin 2002 au 19 juin 2007 : député de la 1re circonscription du Haut-Rhin

### Au niveau local
- Du 22 mars 1982 au 2 octobre 1988 : conseiller général du Haut-Rhin
- Du 2 octobre 1988 au 14 juillet 1995 : vice-président du conseil général du Haut-Rhin
- Du 17 mars 1986 au 22 mars 1992 : conseiller régional d'Alsace
- Du 19 mars 1989 au 4 juillet 2020 : conseiller municipal de Colmar
- Du 23 juin 1995 au 4 juillet 2020 : maire de Colmar
- Du 1er novembre 2003 au 9 juillet 2020 : président de la communauté d'agglomération de Colmar (devenue « Colmar Agglomération » en 2015)

## Synthèse des résultats électoraux

### Élections législatives
| Année | Parti  | Parti | Circonscription  | 1er tour | 1er tour         | 1er tour         | 2d tour | 2d tour    | 2d tour   |  |
| Année | Parti  | Parti | Circonscription  | Voix     | %                | Rang             | Voix    | %          | Rang      |  |
| ----- | ------ | ----- | ---------------- | -------- | ---------------- | ---------------- | ------- | ---------- | --------- |  |
| 1993  |        | RPR   | 1re du Haut-Rhin | 16 959   | 41,7             | 1er (ballottage) | 21 257  | 100,0      | 1er (élu) |  |
| 1997  | 15 686 | RPR   | 1re du Haut-Rhin | 38,3     | 1er (ballottage) | 23 882           | 58,6    | 1er (élu)  |           |  |
| 2002  |        | UMP   | 1re du Haut-Rhin | 20 935   | 52,1             | 1er (élu)        |         |            |           |  |
| 2007  | 12 894 | UMP   | 1re du Haut-Rhin | 31,6     | 1er (ballottage) | 12 492           | 34,0    | 2e (battu) |           |  |
| 2012  |        | DVD   | 1re du Haut-Rhin | 7 739    | 18,9             | 3e (élimination) |         |            |           |  |

### Élections municipales
Les résultats ci-dessous concernent uniquement les élections où il est tête de liste.
| Année | Parti  | Parti | Commune | 1er tour | 1er tour  | 1er tour         | 2d tour | 2d tour | 2d tour   | Sièges  | Sièges |
| Année | Parti  | Parti | Commune | Voix     | %         | Rang             | Voix    | %       | Rang      | CM      | CC     |
| ----- | ------ | ----- | ------- | -------- | --------- | ---------------- | ------- | ------- | --------- | ------- | ------ |
| 1995  |        | RPR   | Colmar  | NC       | NC        | NC               | NC      | 45,9    | 1er (élu) | NC      |        |
| 2001  | 10 800 | RPR   | Colmar  | 50,7     | 1er (élu) |                  |         |         |           | NC      |        |
| 2008  |        | UMP   | Colmar  | 7 956    | 34,1      | 1er (ballottage) | 10 846  | 50,3    | 1er (élu) | 37 / 49 |        |
| 2014  | 11 586 | UMP   | Colmar  | 51,3     | 1er (élu) |                  |         |         | 38 / 49   | 17 / 22 |        |
| 2020  |        | DVD   | Colmar  | 4 585    | 32,5      | 2e (ballottage)  | 0 / 49  | 0 / 30  |           |         |        |